# Famille Stenbok
La famille Stenbok ou von Stenbock est une famille de la noblesse suédoise dont la branche aînée s'est éteinte. La seconde branche compte douze comtes suédois et une lignée qui a essaimé dans les provinces baltes et dont certains se sont mis au service de l'Empire russe.

## Branche aînée
Les Stenbock descendent de l'écuyer Jösse Skytte qui possède le domaine d'Ekornarp dans la paroisse de Berga à l'ouest du Småland. Son petit-fils, Gustaf Olofsson Stenbock de Toftaholm, meurt vers 1490 sans descendance mâle. La fille de celui-ci, Anna, épouse le conseiller privé du roi de Suède, Arvid Knutsson, et leur fils Olof Arvidsson prend les armoiries de sa mère et fonde la seconde branche des Stenbock.

Écu des Stenbock
Écu de Gustaf Olofsson
Écu d'Olof Arvidsson
Écu de la seconde branche

## Seconde branche

Écu des comtes Stenbock depuis Magnus Stenbock

Gustaf Olofsson, conseiller privé du roi, et fils d'Olof Arvidsson, est le père de Catherine Stenbock. Il devient baron grâce au couronnement d'Éric XIV en 1650 et accède au titre de comte un an plus tard. La famille poursuit son ascension et garde par habitude le nom de Stenbock, animal (le bouquetin) qui figure sur ses armoiries depuis le Moyen Âge.
Les descendants actuels descendent tous du maréchal de camp Magnus Stenbock (1664-1717). Ses descendants se font inscrire à l'assemblée de la noblesse du gouvernement d'Estland (possession de l'Empire russe, après la défaite de la Suède au début du siècle) en 1752, tandis que d'autres s'installent en Suède, où la famille subsiste toujours.

## Les comtes von Stenbock-Fermor

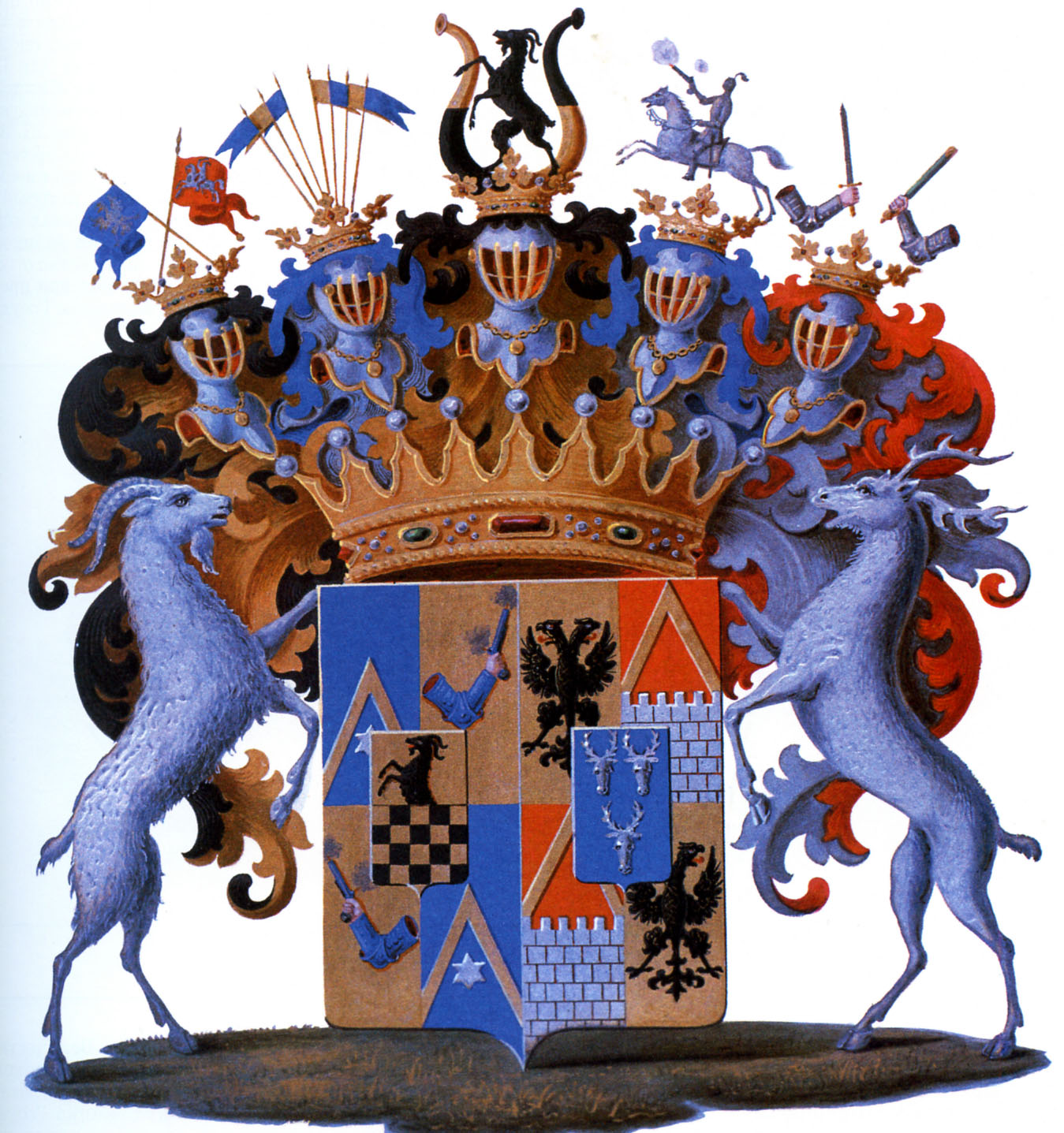
Armoiries des Stenbock-Fermor à partir de 1849

Magnus Johann von Stenbock (1768-1834), fils de Jakob Pontus von Stenbock, hérite en 1828 du château de Nitau, près de Riga, de sa mère Sarah, née Fermor, fille du comte Wilhelm von Fermor (1704-1771) général de l'armée impériale russe. La famille prend dès lors le nom de Stenbock-Fermor, et est inscrite aux registres de la noblesse russe en 1835.

## Essen-Stenbock-Fermor
Alexandrine von Essen (1816-1868), fille unique du comte Peter von Essen (1772-1844) et de son épouse, née princesse Catherine Lvov, épouse le comte Karl Jakob Pontus von Stenbock-Fermor (1806-1866), fils aîné du comte Magnus Johann von Stenbock-Fermor, et obtient de l'empereur Nicolas Ier le droit pour ses descendants de porter le nom de comtes von Essen-Stenbock-Fermor, en 1835.

## Personnalités
- Catherine Stenbock (1535-1621), reine de Suède
- Gustaf Otto Stenbock (1614-1685), homme d'état et militaire suédois
- Magnus Stenbock (1665-1717), maréchal de camp suédois
- Comte Eric von Stenbock-Fermor (1860-1895), poète anglophone
- Comte Vladimir von Stenbock-Fermor (1866-1909), agronome, député du gouvernement de Kherson à la deuxième et troisième douma d'Empire.
- Comte Pierre Stenbock (1869-1931) Général Major de l'armée impériale Russe pendant la première guerre mondiale
- Comtesse Nathalie von Stenbock, née Kharitonenko, portraiturée par Albert Besnard
- Comte Léon von Stenbock-Fermor (1902-1972), ingénieur des ponts et chaussées du Rwanda-Urundi. Décédé à Bujumbura le 1er octobre 1972
- Comte Nils von Stenbock-Fermor (1904-1969) peintre germano-balte

## Domaines
- Château de Kolk (aujourd'hui à Kolga en Estonie)
- Manoir de Grossenhof dans l'île de Dägo au XVIIIe siècle
- Palais Kaulbars à Tallinn en Estonie

## Alliances
Originaire de Suède, la famille de Stenbock a contracté des alliances dont les principales sont avec les familles de Sparre, de La Gardie, Vasa, Brahe, Lewenhaupt, Oxenstierna, Leijonhufvud, Sture, Stuart, 